# Hutberg (Brandenburg)
Der Hutberg ist ein 162,2 m ü. NHN hoher Berg etwa 2400 m östlich von Kieselwitz auf der Gemarkung der Gemeinde Treppeln. Er entstand aus einer Endmoränenablagerung der Weichselkaltzeit. Der Berg ist die höchste Erhebung im Landkreis Oder-Spree.

## Name
In der Umgebung gibt es mehrere Erhebungen gleichen Namens, z. B. der fast gleich hohe Berg bei Fünfeichen. Der Name stammt vom mittelhochdeutschen hut ab (Viehweide) und weist darauf hin, dass die Bergkuppe nur behütet worden ist.

## Geschichte
Zu Beginn des 19. Jhd. haben napoleonische Soldaten einen hölzernen pyramidenförmigen 200 (französische) Fuß hohen pyramidenförmigen Signalturm mit einer inneren Wendeltreppe errichtet. Später stand dort ein hölzerner Feuerwachturm, der nach der nahegelegenen Wüstung Hörnchenturm genannt wurde. Dieser Turm wurde wegen Baufälligkeit in den 1970er Jahren abgerissen. In der DDR-Zeit war die Umgebung Staatsjagdrevier von Erich Mielke und deshalb unzugänglich.